# 富田林市立大伴小学校
富田林市立大伴小学校（とんだばやししりつ おおとも しょうがっこう）は、大阪府富田林市にある公立小学校。

## 沿革
- 1905年 -大ヶ塚小学校より分離し設置。
- 1893年 - 校舎移転。
- 1928年 - 高等科設置により、大伴尋常小学校と改称。
- 1941年4月1日 - 国民学校令により大伴国民学校と改称。
- 1947年4月1日 - 学制改革により町村合併により富田林町立大伴小学校と改称、高等科廃止。
- 1950年 - 市町村合併により現校名となる。
- 1951年 - 幼稚園を併設。

## 通学区域
- 富田林市 山中田町一丁目から三丁目、川向町、大字北大伴、北大伴町一丁目から四丁目、南大伴町一丁目から四丁目、別井一丁目から五丁目、楠町、大字東板持、東板持町一丁目から三丁目、西板持町の一部、かがり台[1]

## 交通
- 近鉄長野線富田林駅から 金剛バス河内線・白木線・千早線乗車、大伴バス停下車。